# Anhelina Ovtjynnikova
Anhelina Оleksandrivna Ovtjynnikova (ukrainska: Ангеліна Олександрівна Овчиннікова), född 9 december 2003, är en ukrainsk konstsimmare.

## Karriär
I juni 2022 vid VM i Budapest var Ovtjynnikova en del av Ukrainas lag som tog guld i fri kombination och highlight samt silver i det fria programmet. I augusti 2022 vid EM i Rom var hon en del av det ukrainska laget som tog guld i det fria programmet, det tekniska programmet, fri kombination samt i highlight.
I juni 2023 vid europeiska spelen i Kraków-Małopolska var Ovtjynnikova en del av Ukrainas lag som tog silver i det akrobatiska lagprogrammet. Följande månad vid VM i Fukuoka var hon en del av Ukrainas lag som tog brons i det fria lagprogrammet.